# Rei de Romania

Bandera del Regne de Romania

Escut d'Armes del Regne de Romania

El Rei de Romania és el títol de cap d'estat de Romania que va existir des de 1881 fins a 1947. K'últim rei va ser Miquel I de Romania.

## Dinastia Hohenzoellern - Sigmaringen
- 26 de març de 1881 - 10 d'octubre de 1914: Carles I de Romania,[1] fill de Karl Anton, Príncep de Hohenzollern
- 10 d'octubre de 1914 - 20 de juliol de 1927: Ferran I de Romania, nebot de l'anterior[2]
- 20 de juliol de 1927 - 8 de juny de 1930: Miquel I de Romania (Primer regnat), fill de Carles II de Romania
- 8 de juny de 1930 - 6 de setembre de 1940: Carles II de Romania, pare de l'anterior
- 6 de setembre de 1940 - 30 de desembre de 1947: Miquel I de Romania (Segon regnat), fill de l'anterior